# Aplonis mystacea
El estornino ojigualdo (Aplonis mystacea) es una especie de ave paseriforme de la familia Sturnidae endémica de Nueva Guinea.

## Descripción
Mide entre 18 y 19 cm de largo, incluida su larga cola. El plumaje de los adultos es negro, con irisaciones verdosas, salvo en las plumas de vuelo que son de color pardo oscuro. Sus picos y patas también son negros, mientras que el iris de sus ojo es de color amarillo claro. En cambio los juveniles tienen las partes superiores pardas y las inferiores blancas densamente veteadas en pardo.

## Distribución y hábitat
Se encuentra en las selvas tropicales al sur de la cordillera Central de Nueva Guinea, principalmente del oeste de la isla, aunque se encuentra tanto en la zona perteneciente a Indonesia como en la de Papúa Nueva Guinea. Esta especie está amenazada por la pérdida de hábitat.